# Montesilvano
Montesilvano község (comune) Olaszország Abruzzo régiójában, Pescara megyében.

## Fekvése
A megye északkeleti részén fekszik. Határai: Cappelle sul Tavo, Città Sant’Angelo, Pescara és Spoltore. Pescara városától északra fekszik.

## Története
Első említése 1114-ből származik, amikor a normann Szicíliai Királyság része volt. A középkorban a Pennei Hercegséghez tartozott. 1914-ben vált önálló községgé.

## Népessége
A népesség számának alakulása:

## Főbb látnivalói
- egy i. e. 3 században Junó tiszteletére épült római szentély romjai